# گیر سورسیلد
گیر سورسیلد (استونیایی: Geir Suursild؛ زادهٔ ۱۳ اکتبر ۱۹۹۴) قایقران روئینگ اهل استونی است. وی در بازی‌های المپیک تابستانی ۲۰۱۲ شرکت کرده است.